# Aleksander Lwow
Aleksander Lwow (ur. 18 września 1953 w Krakowie) – polski alpinista i himalaista.
Wspina się od 1970 roku, a zaczynał od skałek Gór Sokolich w Rudawach Janowickich (kurs grotołazów) i w Karkonoszach.
Od 1971 r. był członkiem Klubu Wysokogórskiego we Wrocławiu (do momentu jego rozwiązania w 1998). W roku tym został laureatem nagrody „Kolos” za zimową wyprawę na Mount Everest.
Jest redaktorem biuletynu „Góry i Alpinizm” (GiA).

## Najważniejsze osiągnięcia wspinaczkowe
Był uczestnikiem wypraw w Himalaje i Karakorum, między innymi na K2 (2 razy, w tym raz w zimie), Yalung Kang (zimą), Broad Peak (zimą), Mount Everest (4 razy). Wspinał się także w Hindukuszu, Pamirze, Andach i Tienszanie. Jest autorem pierwszego polskiego i jak dotąd najszybszego w historii (7 godzin, samotnie) wejścia na Pumori. W 1991 roku zorganizował i kierował międzynarodową wyprawą Polish Jack Wolfskin Everest Expedition.

### Zdobyteośmiotysięczniki
- Manaslu (8156 m) – 1984 z Krzysztofem Wielickim,
- Lhotse (8516 m) – 14 maja 1986 – z Tadeuszem Karolczakiem,
- Czo Oju (8201 m) – 1987 z Tadeuszem Karolczakiem,
- Gaszerbrum II (8035 m) – 1993 z Piotrem Snopczyńskim i Larym Hallem.

## Twórczość
- Wybrałem góry (1990).
- Liny alpinistyczne (1991).
- Zwyciężyć znaczy przeżyć (1994).
- Zwyciężyć znaczy przeżyć – wyd. II (2001).
- Zwyciężyć znaczy przeżyć. 20 lat później (2013).
- Zwyciężyć znaczy przeżyć. Ćwierć wieku później (2018).

## Inne osiągnięcia
W 1994 r. stworzył pierwszy w Polsce miesięcznik wspinaczkowy „Góry i Alpinizm” (GiA). Ukazało się 98 numerów magazynu.
W 2022 roku w filmie Broad Peak w rolę Lwowa wcielił się Piotr Głowacki.